# Alachadzi
 Alachadzi (Georgisch: ალახაძი; Abchazisch: Алаҳаӡы; Russisch: Алахадзы) is een dorp in de Georgische autonome en feitelijk afgescheiden republiek Abchazië, gelegen in het district Gagra. Het dorp ligt aan de Zwarte Zee en heeft een strand dat in het verlengde ligt van de stad Gagra.

## Geschiedenis
De locatie van Alachadzi kende al in de 6e eeuw belangrijke christelijke activiteit. In het dorp liggen de ruïnes van een grote basiliek uit de 6e eeuw, die ongeveer 50 meter lang geweest moet zijn. Historische bronnen beschrijven dat vanaf eind 13e eeuw de republiek Genua handelsposten oprichtte aan de Abchazische Zwarte Zeekust. Ook op de plek van het hedendaagse Alachadzi verrees een handelspost, Santa Sofia.

### Georgisch-Abchazisch conflict
Tijdens het Georgisch-Abchazisch conflict in 1992-1993 werden in Alachidze 49 personen om het leven gebracht, wat gepaard ging met zware mensenrechtenschendingen, zoals marteling, verminking en verbranding. Kort na het begin van de burgeroorlog werd het dorp in augustus 1992 door Abchazische en Tsjetsjeense milities van de buitenwereld afgesneden door het vernielen van de telecommunicatie infrastructuur, waarna plunderingen plaatsvonden.
Sinds de feitelijke Russische controle over Abchazië is de omgeving van Alachidze en met name de plaatsen Gagra en Pitsoenda waar het tussen ligt, een toeristische trekpleister voor Russen geworden.

## Demografie
Volgens de Abchazische volkstelling van 2011 had Alachadzi 2876 inwoners. De Armeniërs zijn de grootste etnische gemeenschap in het dorp (45,5%), gevolgd door de Abchaziërs (31,1%) en Russen (13,1%). De Georgiërs waren tot het Georgisch-Abchazisch conflict de tweede bevolkingsgroep, maar zij zijn voor het grootste deel verdreven.
| Aantal                                                                                                   | 992   | 1620  | 2874 | 3414  | 4277 | 2876  |  |  |  |  |  |  |  |  |
| |       |       |      |       |      |       |  |  |  |  |  |  |  |  |
| Abchaziërs                                                                                               | 0,9%  | 0,4%  | -    | 1,2%  | -    | 31,1% |  |  |  |  |  |  |  |  |
| Armeniërs                                                                                                | 64,4% | 45,3% | -    | 42,8% | 37%  | 45,5% |  |  |  |  |  |  |  |  |
| Georgiërs                                                                                                | 33,6% | 28,0% | -    | 29,0% | 34%  | 6,4%  |  |  |  |  |  |  |  |  |
| Russen                                                                                                   | 0,5%  | 22,8% | -    | 20,9% | -    | 13,1% |  |  |  |  |  |  |  |  |
| Verantwoording data: 1926-2011. Noot: De Abchazische cijfers vanaf 1994 worden niet erkend door Georgië. |       |       |      |       |      |       |  |  |  |  |  |  |  |  |

## Vervoer
Alachadzi ligt vlak bij de Georgische S1 / E97, de belangrijkste hoofdroute door Abchazië. Het dorp is vanaf de S1 verbonden via de Georgische route Sh49 die verder gaat naar Pitsoenda.